# Батрахозавры
Батрахоза́вры (лат. Batrachosauria, буквально — лягушкоящеры) — надотряд (или подкласс) четвероногих, обитавших с верхнего девона по нижнюю пермь. Этот подкласс объединяет позвоночных, близких к амниотам и являющихся их предками. Батрахозавры — сестринская группа лабиринтодонтов (если последних рассматривать как подкласс, включающий темноспондилов и близкие к ним семейства). Череп ангуститабулярный (табличатые кости соприкасаются с теменными). Позвонки эмболомерные, постепенно приближаются к гастроцентральным.
На основании изучения лантанозуха Ефремов предложил выделить «батрахозавров» — особый отряд, промежуточный между амфибиями и рептилиями. Это противоречило принципам линнеевской систематики, но было верно логически. В современных классификациях батрахозаврам Ефремова примерно соответствуют рептилиоморфы или «парарептилии».

## Классификация
В группу батрахозавров включают два отряда:
- Более ранние эмболомеры, процветавшие в конце каменноугольного периода. Это мелкие или гигантские четвероногие, обитавшие как в воде, так и на суше. Крупнейший их представитель, эогиринус, достигал 4,6 метров в длину. Отряд включает до 5 семейств.
- Произошедшие от эмболомеров сеймуриаморфы. Это мелкие ящерицеподобные четвероногие, процветали в пермском периоде. Возможно, сеймуриаморфы дали начало амниотам.